# Lac Kabara
Le lac Kabara est un lac du Mali situé dans le delta central du Niger communiquant avec le lac Tanda près du village de Soumpi.

## Géographie
Situé à une altitude d'environ 230 mètres, le lac Kabara communique ponctuellement en période de crue avec son voisin le lac Tanda par un système de marigots. Sa superficie est variable et dépendant du niveau des eaux du fleuve Niger qui sont au plus haut d'août à novembre.

## Activités
En période de crue, le lac accueille une activité de pêche traditionnellement assurée par l'ethnie des Bozos.